# Вологодський тролейбус
Вологодський тролейбус (рос. Вологодский троллейбус) — діюча тролейбусна система в обласному центрі місті Вологда (Росія).
Експлуатацію тролейбусної мережі з 1 січня 2020 року здійснює МУП «ПАТП-1».

## Історія
Історія виникнення тролейбусного сполучення у Вологді безпосередньо пов'язана з появою у обласному центрі підшипникового заводу ПЗ-23. Завод був побудований на значній відстані від житлових масивів, через що виникла необхідність вирішення проблеми з громадським транспортом. 1974 року за кошти підшипникового заводу побудовано тролейбусне депо, яке стало структурним підрозділом ВПЗ-23.
30 грудня 1976 року новозбудовоною лінією «ВПЗ — Центр» пройшов перший тролейбус.
1980 року тролейбусне депо реорганізовано у муніципальне Вологодське тролейбусне управління, після чого у Вологді почали відкривати нові тролейбусні маршрути.
1988 року Вологодське тролейбусне управління реорганізовано у багатогалузеве виробниче об'єднання «Вологдаелектротранс» (ВЕТ).
У грудні 1992 року, за ініціативою трудового колективу муніципального підприємства «Вологдаелектротранс» Вологодська міська рада ухвалила рішення про акціонування і приватизацію тролейбусного підприємства. 16 лютого 1993 року офіційно зареєстровано ВАТ «Вологдаелектротранс».
1999 року відкрита нова лінія Пошехонським шосе і подовжено маршрут № 4 (дільниця від Лікарняного комплексу до Окружного шосе протяжністю 0,6 км). Внаслідок того, що ця ділянка проходила через малонаселенні райони, тролейбусних рух нею був незабаром припинено.
З 2003 року, через погану якість асфальтового покриття на вулиці Першотравневій, рух тролейбусного маршруту № 6 тимчасового припинився на декілька років. З 11 січня 2009 року відновлений маршрут № 6. На маршруті курсували три машини, інтервал руху становив 10 хвилин, оборотний рейс складав 30 хвилин. Маршрут пропрацював близько 2,5 місяців, з 21 березня 2009 року припинив роботу через низький пасажиропотік.
17 грудня 2012 року відкрито регулярний рух тролейбусів за подовженим маршрутом № 4 до зупинки «Дитяча поліклініка». Наприкінці 2012 року відновлено рух тролейбусного маршруту № 4 до Обласної дитячої лікарні та створено відповідне розворотне кільце напроти лікарні. Існували плани продовження цієї лінії по Окружному шосе у район Підшипникового заводу та 5-го мікрорайону, а також будівництво нових ліній до 6-го мікрорайону через вулиці Петрозаводську, Конєва, Ярославській та Далекій до мікрорайону Станкозаводу.
17 травня 2013 року почалася дослідна експлуатація нового тролейбусного маршруту № 3А: ВПЗ — Окружне шосе — Ленінградська вулиця — Жовтнева вулиця — вулиця Герцена — вулиця Маршала Конєва — вулиця Архангельська. Ділянку маршруту від зупинки «Вул. Робоча» до кінцевої зупинки «Вул. Архангельська» тролейбуси прямували автономним ходом. На маршруті працював тролейбус ВМЗ-5298.01 «Авангард» (№ 08). В експерименті брав участь тролейбус Вологодського заводу «Транс-Альфа» .
27 травня 2013 року на маршруті № 4 введена в експлуатацію система АСКП. Вхід у тролейбус здійснювався через передні двері з оплатою проїзду водієві або через валідатор, вихід — через середні двері. Посадка пасажирів у задні двері на період тестової експлуатації не здійснювалася.
У грудні 2013 року скасований маршрут № 3 через низький пасажиропотік та наявність автобусних маршрутів-дублерів.
У вересні 2014 року закрито рух тролейбусного маршруту № 3А «ВПЗ — Вулиця Архангельська». З 13 вересня 2014 року змінений рух тролейбусів маршруту № 2, тролейбуси почали прямувати від зупинки «Льонокомбінат» через вулицю Козльонську, здійснюючи поворот на вулицю Герцена через транспортну розв'язку, а не як раніше — вулицею Левичева. Це дало можливість здійснювати зупинку на вулиці Робочій, а зупинки на вулиці Козльонській (колишній «Прогрес») та вулиці Левичева скасовані.
6 грудня 2015 року тролейбусний оператор ВАТ «Вологдаелектротранс» визнаний банкрутом, водіям надані повідомлення про звільнення, що загрожувало остаточній зупинці тролейбусного руху. Міський голова Є. Б. Шулепов, начальник департаменту містобудування та інфраструктури О. С. Мусіхін були не зацікавлені в збереженні та розвитку екологічно чистого транспорту, навіть не роблячи жодних зусиль для його збереження. Замість цього, уклали угоди на обслуговування нових автобусних маршрутів, які дублювали тролейбусні, з нелегальними перевізниками. Зокрема, з 14 грудня 2015 року був відкритий автобусний маршрут № 14 , який повністю дублював головний тролейбусний маршрут Вологди — маршрут № 4.
27 грудня 2015 року організований збір підписів під петицією за збереження тролейбусів у Вологді. 18 січня 2016 року на радіостанції «Ехо Вологди» відбулася передача про долю тролейбусів Вологди. Закриття системи була запланована з 1 лютого 2016 року. 26 січня 2016 року, відповідно до першої публічної заяви міського голови, стало відомо, що тролейбус у Вологді буде збережений.
1 березня 2016 року ВАТ «Вологдаелектротранс» припинило роботу, замість нього виникло нове муніципальне підприємство — ТОВ «Трансвод», яке до 31 грудня 2016 року займалося управлінням тролейбусного парку. Скасована знижка на проїзд за безготівкову оплату. Вартість проїзду за готівковий розрахунок встановлена у розмірі 25 рублів. Оплата проїзду здійснюється водієві. Пільги, проїзні та електронні квитки не діють.
1 березня 2016 року призупинено рух тролейбусного маршруту № 5 «Вокзал — Магазин "Бригантина"». Також, цього дня, з 11:00 введено обмеження режиму споживання електроенергії — повністю знеструмлені підстанції «Вологда-Південна», ДПП-2 ТОВ «ЕнергоТранзітАльфа», ДПП ВАТ «ВОМЗ» на лініях по Окружному та Пошехонському шосе. Рух тролейбусів здійснювся за зміненими маршрутами:
- маршрут № 1 «Тролейбусне депо — Вокзал»;
- маршрут № 2 «Тролейбусне депо  Льонокомбінат»;
- маршрут № 4 «Вокзал — Бригантина».

12 березня 2016 року правозахисним рухом «Разом» до міської влади подана заявка на публічний масовий захід проти ліквідації тролейбусного руху у Вологді. Ситуація з тролейбусними перевезеннями у Вологді, як і раніше продовжує погіршуватися, а випуск на лінію скорочуватися.
16 листопада 2016 року мешканці Вологди почали збирати підписи за оформлення «ювілейного тролейбусу», з нагоди 40-річчя відкриття тролейбусного руху в місті, яке відбулося 30 грудня 1976 року.
З 6 травня 2017 року у вихідні та святкові дні призначений рейс тролейбусу за маршрутом: Тролейбусне депо (04:40) — вул. Ленінградська — вул. Жовтнева — вул. Миру — Пошехонське шосе — Обласна дитяча поліклініка (05:03) — Пошехонське шосе — Вокзал (05:12).
10 вересня 2017 року ТОВ «ПАТП № 1» придбало на торгах кабельні лінії та 33 тролейбуса «Вологдаелектротранса», раніше визнаного банкрутом. Сума угоди склала 4 712 000 рублів, за цю суму «ПАТП № 1», крім тролейбусів, придбала кабельні лінії Бивалово — Лікарняний комплекс, Вокзал — Дормаш, ГПЗ — Центр, Дормаш — Чернишевського, ТП-3 — Центр, ТП № 8, Центр — Робоча вул. — Льонокомбінат, вул. Чернишевського — ДСУ, вул. Чернишевського — вул. Миру.
15 вересня 2017 року, з метою підвищення конкурентоспроможності тролейбусного маршруту № 2, організована додаткова зупинка «Льонокомбінат» біля будинку за адресою: Радянський проспект, 164 (зупинка автобусних маршрутів № 2, 21 та 45).
Наприкінці 2017 року змонтований поворот до зупинки біля ТЦ «Простір» у напрямку ВПЗ.
16 квітня 2018 року ТОВ «Трансвод» призупиняє рух тролейбусних маршрутів № 1 та 2. Керівництво компанії запевняє, що ці маршрути були нерентабельними. На маршруті № 1 працювала одна машина, пасажиропотік становив 150 осіб за зміну. Маршрутом № 2, який обслуговували два тролейбуси, користувалися близько 350 осіб на добу. У зв'язку з недостатньою кількістю рухомого складу було прийнято рішення про тимчасове призупинення руху на цих маршрутах. Це дозволило зберегти у Вологді тролейбусний маршрут № 4 з досить щільним усталеним пасажиропотоком. Було прийнято рішення всі вивільнені тролейбуси направити на цей маршрут.
З 19 травня 2018 року у вихідні дні призначені рейси тролейбусів від тролейбусного депо до залізничного вокзалу для доставки пасажирів до приміських електропоїздів. Відправлення тролейбусів від депо: о 07:22 та 07:37, прибуття на вокзал — о 07:45 та 8:00.
З 16 квітня 2018 року скасовані маршрути № 1 та 2. В місті залишається єдиний існуючий тролейбусний маршрут № 4, на якому зменшили інтервал руху.
27 лютого 2019 року прийнято рішення про безкоштовну передачу від МУП «Мосміськтранс» Вологді 15 вживаних тролейбусів з Москви. За повідомленням прес-служби міської адміністрації, після надходження тролейбусів до Вологди, планувалося відкрити ще один маршрут.
26 липня 2019 року контактну мережу і тягові підстанції було продано на аукціоні. Новим власником стало АТ «Транс-Альфа».
23 грудня 2019 року АТ «Транс-Альфа» підписало угоду з адміністрацією міста Вологди про передачу у власність міста контактної мережі, підстанцій та земельних ділянок під нею на безоплатній основі. У власності підконтрольного адміністрації ТОВ «ПАТП № 1» вже знаходяться кабельні лінії і тролейбуси, а тролейбусне депо Вологди належить «Рибінськелектротрансу», а земельну ділянку, на якій знаходиться плац — приватній особі. Ця частина майна нині використовується тролейбусним оператором на умовах оренди. 
У грудні 2019 року «Мосміськтранс» безкоштовно передав Вологді 15 тролейбусів ЗіУ-682ГМ1.
З 1 січня 2020 року, згідно з рішенням міської влади, тролейбусним оператором стає МУП «ПАТП № 1». У власності цього підприємства знаходяться 15 тролейбусів, переданих з Москви. Решта тролейбусів належить ТОВ «ПАТП № 1», засновником якого є муніципалітет. Ці тролейбуси були викуплені з торгів, після банкрутства ВАТ «Вологдаелектротранс» (з квітня 2018 по 31 грудня 2019 року на умовах оренди вони експлуатувалися ТОВ «Електротранс»). На деяких тролейбусах, через тривалий час, знову працює автоматизована система оголошення назв зупинок та інша довідкова інформація.
4 квітня 2020 року Адміністрацією міста та «ПАТП-1» була надана заявка у Мінтранс на придбання у лізинг нового рухомого складу в кількості 16 одиниць, що дозволить відновити маршрути № 1 та 2.
З 4 квітня 2020 року, у зв'язку з карантинними заходами у місті на COVID-19, єдиний тролейбусний маршрут № 4 припинив роботу, який почав обслуговуватися автобусами «МУП ПАТП № 1». У період зниженого пасажиропотоку муніципальний транспорт працював тільки у «години пік».
З 1 серпня 2020 року відновлений тролейбусний маршрут № 4. Випуск здійснюється переважно тролейбусами ЗіУ-682ГМ1 та Škoda 14TrM (ВМЗ).

## Маршрути
| Перелік тролейбусних маршрутів м. Вологда | Перелік тролейбусних маршрутів м. Вологда | Перелік тролейбусних маршрутів м. Вологда | Перелік тролейбусних маршрутів м. Вологда                |
| №                                         | Пункт відправлення                        | Пункт прибуття                            | Примітки                                                 |
| ----------------------------------------- | ----------------------------------------- | ----------------------------------------- | -------------------------------------------------------- |
| 1                                         | ВПЗ                                       | Вокзал                                    | Скасований з 16 квітня 2018                              |
| 2                                         | ВПЗ                                       | Льонокомбінат                             | Скасований з 16 квітня 2018                              |
| 2А                                        | Магазин «Світ достатку»                   | Вулиця Космонавта Бєляєва                 |                                                          |
| 3                                         | ВПЗ                                       | Вулиця Космонавта Бєляєва                 |                                                          |
| 3А                                        | ВПЗ                                       | Вулиця Архангельська                      | Скасований у вересні 2013                                |
| 4                                         | Лікарняний комплекс                       | Магазин «Бригантина»                      | Через вокзал                                             |
| 5                                         | Вокзал                                    | Магазин «Бригантина»                      |                                                          |
| 6                                         | Вокзал                                    | Вулиця Космонавта Бєляєва                 | Діяв до 2003 року, а також з 11 січня по 20 березня 2009 |

## Рухомий склад
| Перелік рухомого складу станом на 2020 рік | Перелік рухомого складу станом на 2020 рік | Перелік рухомого складу станом на 2020 рік | Перелік рухомого складу станом на 2020 рік |
| Країна виробника                           | Фото                                       | Тип моделі                                 | Роки експлуатації                          |
| ------------------------------------------ | ------------------------------------------ | ------------------------------------------ | ------------------------------------------ |
| Чехія / Росія                              |                                            | Škoda 14TrM (ВМЗ)                          | 1996—понині                                |
| Росія                                      |                                            | ВМЗ-5298.00 (ВМЗ-375)                      | 2000—понині                                |
| Росія                                      |                                            | ВМЗ-5298.01 «Авангард»                     | 2005—понині                                |
| Росія                                      |                                            | ВМЗ-5298.01 (ВМЗ-463)                      | 2006—понині                                |
| Росія                                      |                                            | ЗіУ-682ГМ1                                 | 2007—понині                                |
| Австрія                                    |                                            | Gräf & Stift GE150 M18                     | 2001—2017                                  |
| Австрія                                    |                                            | Gräf & Stift NGE152                        | 2007—2019                                  |
| Німеччина                                  |                                            | Mercedes-Benz O305GTD                      | 1995—2006                                  |
| Німеччина                                  |                                            | Vetter 16SO                                | 1994—2010                                  |
| Росія                                      |                                            | ВМЗ-100                                    | 2000—2013                                  |
| Росія                                      |                                            | ВМЗ-170                                    | 2001—2017                                  |
| Росія                                      |                                            | ВМЗ-5298.30АХ                              | 2005—2011                                  |
| Росія                                      |                                            | ВМЗ-6215                                   | 2004—2017                                  |
| Росія                                      |                                            | ЗіУ-682Б                                   | 1975—2015                                  |
| Росія                                      |                                            | ЗіУ-682В                                   | 1984—2005                                  |
| Росія                                      |                                            | ЗіУ-682В [В00]                             | 1985—2006                                  |
| Росія                                      |                                            | ЗіУ-682В-012 [В0А]                         | 1988—2006                                  |
| Росія                                      |                                            | ЗіУ-682Г [Г00]                             | 1991—2009                                  |
| Росія                                      |                                            | ЗіУ-683Б [Б00]                             | 1988—2009                                  |
| УРСР                                       |                                            | КТГ-1                                      | 1976—2003                                  |
| Росія                                      |                                            | СВАРЗ-Ікарус                               | 1992—2005                                  |

## Вартість проїзду
| Динаміка зростання вартості проїзду | Динаміка зростання вартості проїзду | Динаміка зростання вартості проїзду |
| Дата встановлення тарифу            | Вартість проїзду (готівкою), ₽      | Вартість проїзду (безготівкова), ₽  |
| ----------------------------------- | ----------------------------------- | ----------------------------------- |
| 1 лютого 2015                       | 20,00                               | 17,00                               |
| 1 лютого 2015                       | 25,00                               | 20,00                               |
| 1 березня 2016                      | 25,00                               | знижка скасована                    |
| 1 січня 2023                        | 34,00                               | 32,00                               |
| 1 грудня 2023                       | 38,00                               | 35, 00                              |

## Галерея

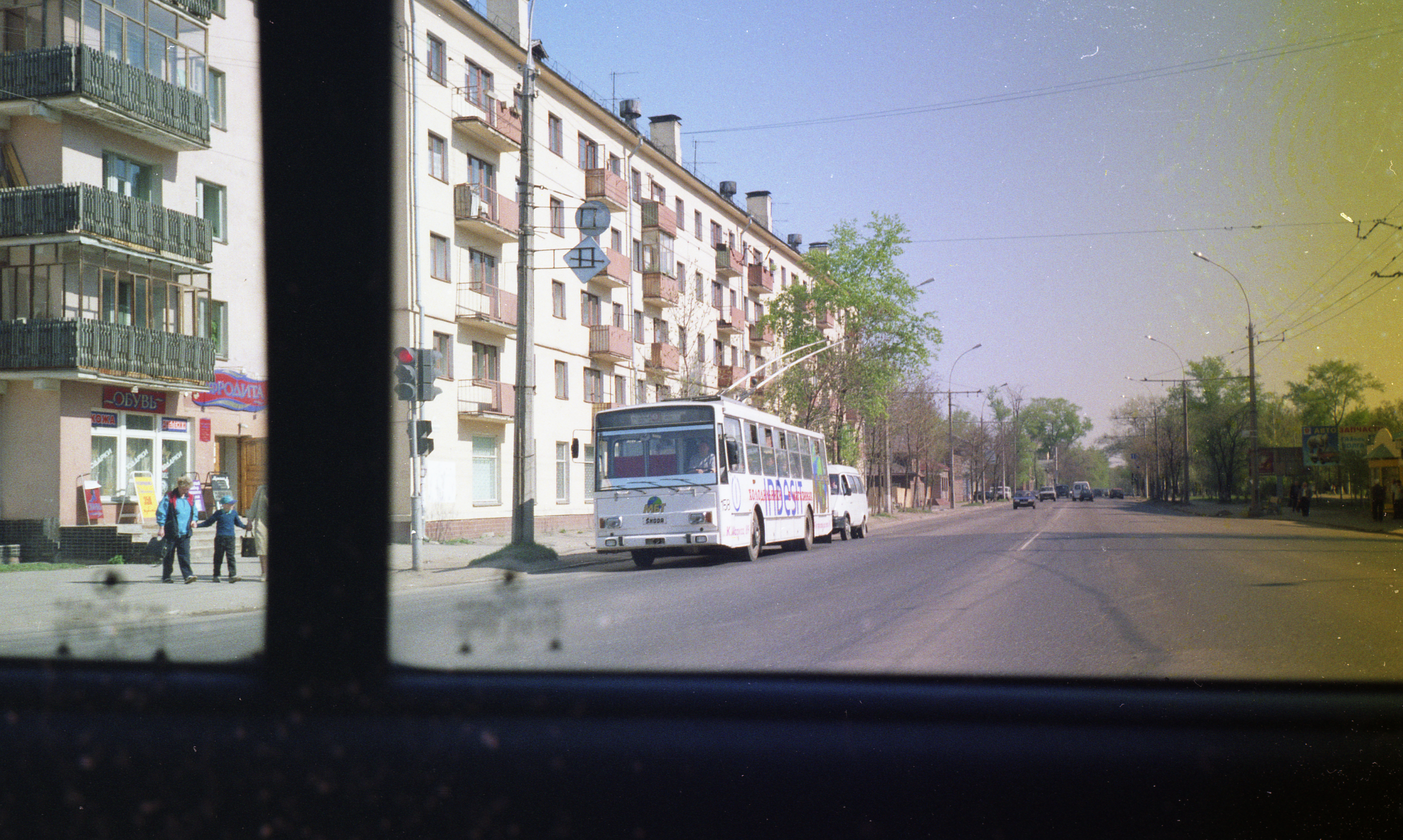
Škoda 14TrM (ВМЗ)
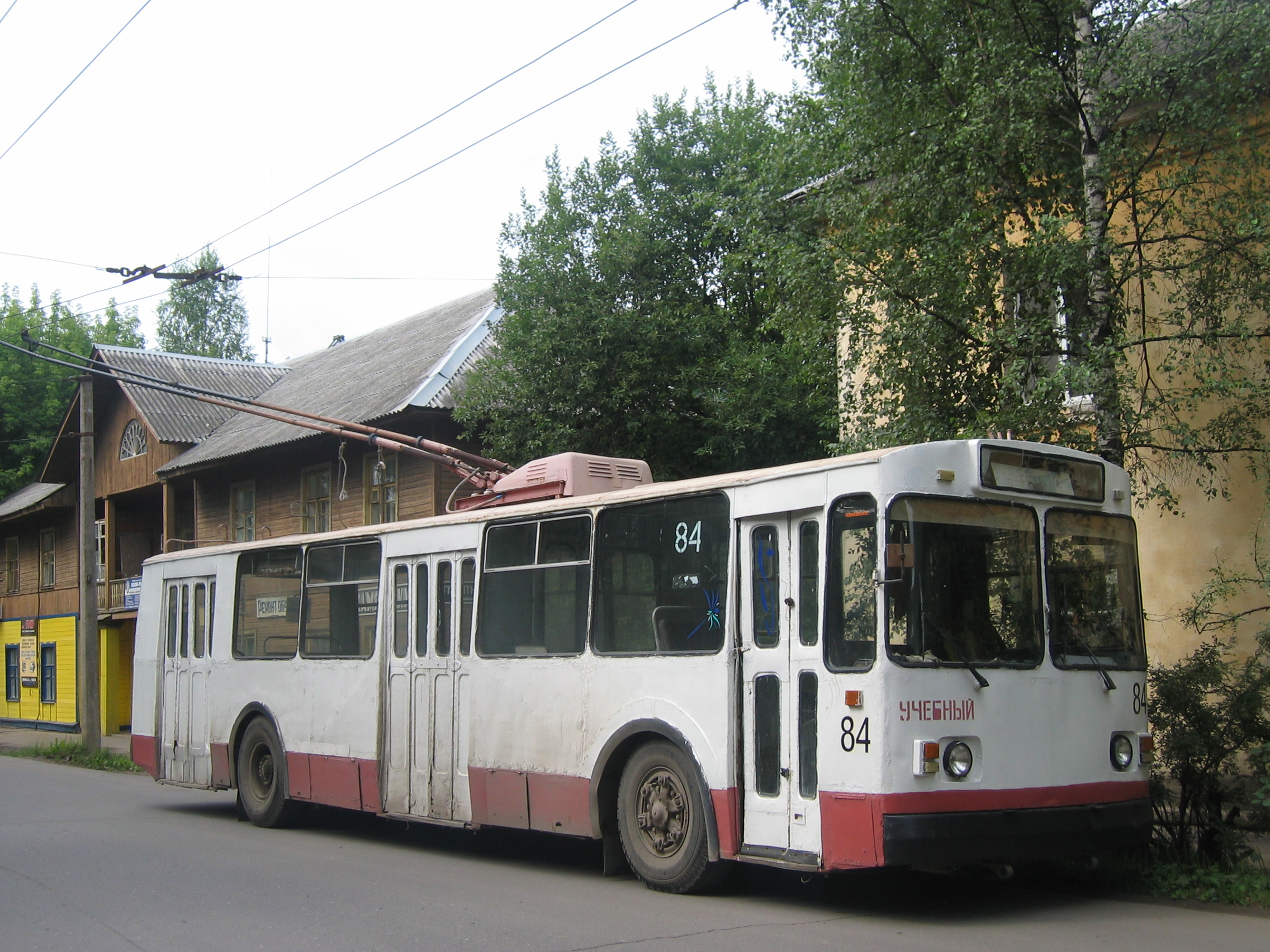
ВМЗ-5298.00 (ВМЗ-375)
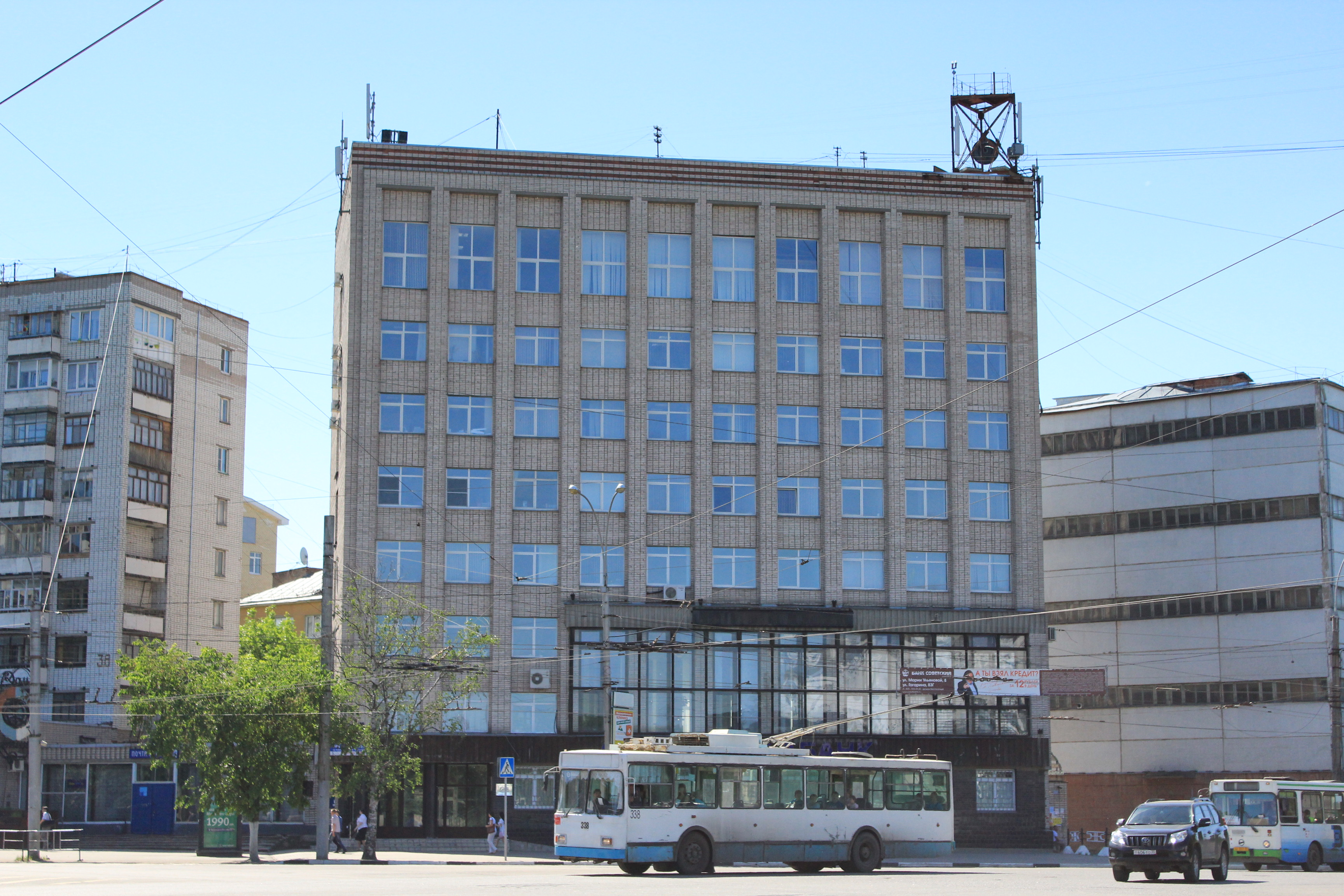
ВМЗ-5298.00 (ВМЗ-375)